# Carmelino Coccone
Carmelino Coccone (Orune, 1940 – Orune, 29 dicembre 2013) è stato un criminale italiano.

## Biografia
Accusato in gioventù di duplice omicidio venne completamente prosciolto. Salì alla ribalta delle cronache nel 1979, quando il maresciallo dei carabinieri Enrico Barisone, durante un servizio di perlustrazione, ingaggiò insieme ai suoi uomini un conflitto a fuoco con alcuni banditi. L'episodio è passato alla storia come il Conflitto di Sa Janna Bassa, dal nome della località. In quell'occasione rimasero uccisi due banditi. Secondo quanto emerso in quell'ovile si stava tenendo un importante summit fra esponenti dell'Anonima Sequestri e alcuni terroristi delle Brigate Rosse, che volevano strutturare una colonna armata in Sardegna, la cosiddetta Barbagia Rossa. Poco tempo dopo i brigatisti Antonio Savasta ed Emilia Libera vennero intercettati a Cagliari, il che rafforzò l'ipotesi che in quel periodo fossero nati importanti contatti fra la malavita sarda e il terrorismo rosso. Per i fatti di Sa Janna Bassa, Coccone venne condannato a 15 anni di carcere.